# Dassa-Zoumè
Dassa-Zoumè is een van de 77 gemeenten (communes) in Benin. De gemeente ligt in het departement Collines, waarvan het de prefectuur (hoofdstad) is. Dassa-Zoumè telt 112.122 inwoners (2013). De gemeente heeft een oppervlakte van 1.711 km² en is opgedeeld in tien arrondissementen:
- Akoffodjoulè
- Dassa I
- Dassa II
- Gbaffo
- Léma
- Kèrè
- Kpingni
- Paouingnan
- Soclogbo
- Tré

## Bezienswaardigheden
Bezienswaardigheden in de stad Dassa zijn:
- Maria-grot van Arigbo, ingewijd in 1954, is voor de katholieken een bedevaartsoord.[2]
- Koninklijk paleis
- Okèyté-rots[3]

## Geografie
De gemeente ligt in het zuiden van Collines op 207 kilometer van Cotonou. De gemeente ligt op een schiervlakte uit het Precambrium. Het oude gebergte is afgesleten maar in Dassa-Zoumè steken een veertigtal rotsheuvels boven het landschap uit. De Ouémé vormt de oostelijke grens van de gemeente.
De gemiddelde temperatuur bedraagt 27,2°C. De meeste neerslag valt tijdens de zomermaanden.

## Bevolking
Bij de volkstelling in 2002 telde Dassa-Zoumè 93.967 inwoners. In 2013 waren dit 112.122 inwoners.
Een meerderheid van de bevolking is katholiek. Sinds 1995 is de stad de zetel van het rooms-katholieke bisdom Dassa-Zoumé.
Opm: Bevolkingscijfers in duizendtallen
Bron: Dassa-Zoumé Commune in Benin; 1979-2013: volkstellingen
Bron: Institut National de la Statistique Benin; 2013: volkstelling

## Geschiedenis
Volgens de overlevering werd het dorp Igbo Idaatcha (het huidige Dassa) gesticht aan het einde van de 14e eeuw door de Yoruba-prins Oladégbo en zijn volgelingen, afkomstig uit het koninkrijk Oyo. Zij vestigden zich hier en de prins werd koning van Igbo Idaatcha onder de naam Djagou Olofin. Onder koning Djagou Adjiboyé (1629-1642) had de plaats een befaamde school. Aan het einde van de 19e eeuw aanvaardde koning Adjiki Zomahoun het protectoraat van Frankrijk door een verdrag af te sluiten. Na de Franse kolonisatie kreeg de plaats de naam Dassa-Zoumè, maar de plaatselijke koning, een louter ceremoniële functie, draagt nog steeds de titel koning van Igbo Idaatcha
In de koloniale tijd werd Dassa-Zoumé een kanton van de cercle Savalou. In 1960 werd Dassa-Zoumé een onderprefectuur en later een gemeente. Tot 1999 behoorde de gemeente tot het departement Zou. Door de wet van 15 januari 1999 werd Dassa-Zoumè ondergebracht in het nieuw opgerichte departement Collines. In 2016 werd de stad de nieuwe prefectuur van Collines. Tot dan was er geen officiële prefectuur en vervulde Savalou de functie van feitelijke hoofdstad. Om de overheidsdiensten te huisvesten werd een cité administrative gebouwd in Dassa-Zoumè. Bij de gemeenteraadsverkiezingen van 2020 werd Nicaise Kotshami Fagnon herkozen als burgemeester.

## Afbeeldingen

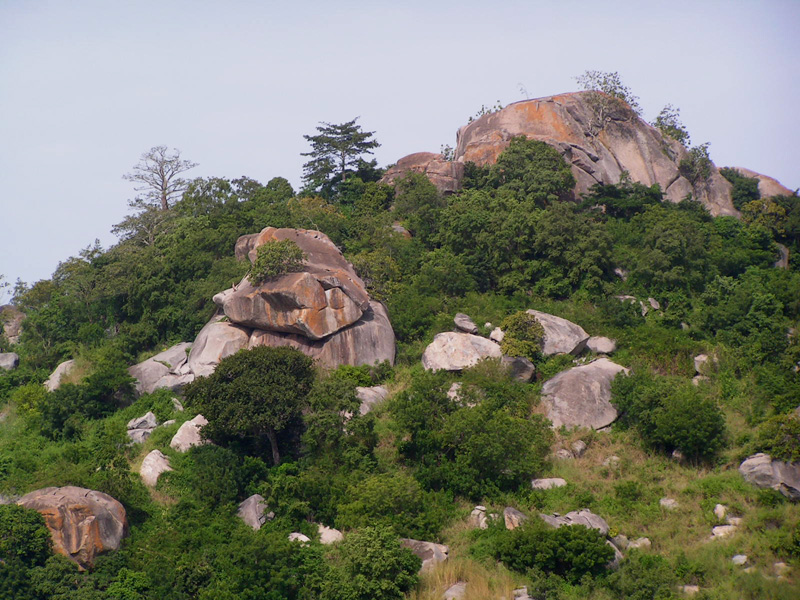
Landschap met verspreide granietrotsen
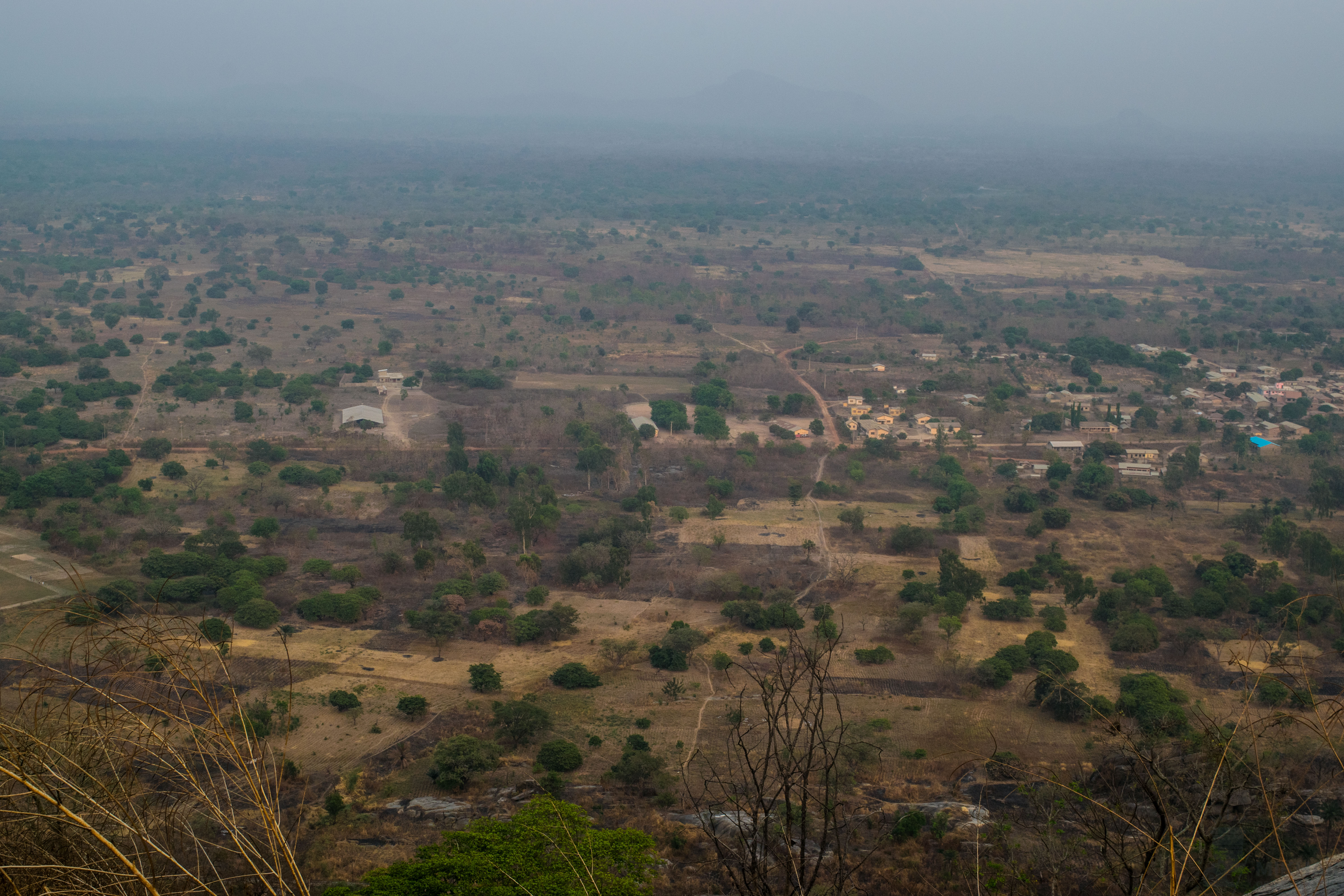
Uitzicht vanop de heuvel Kamaté
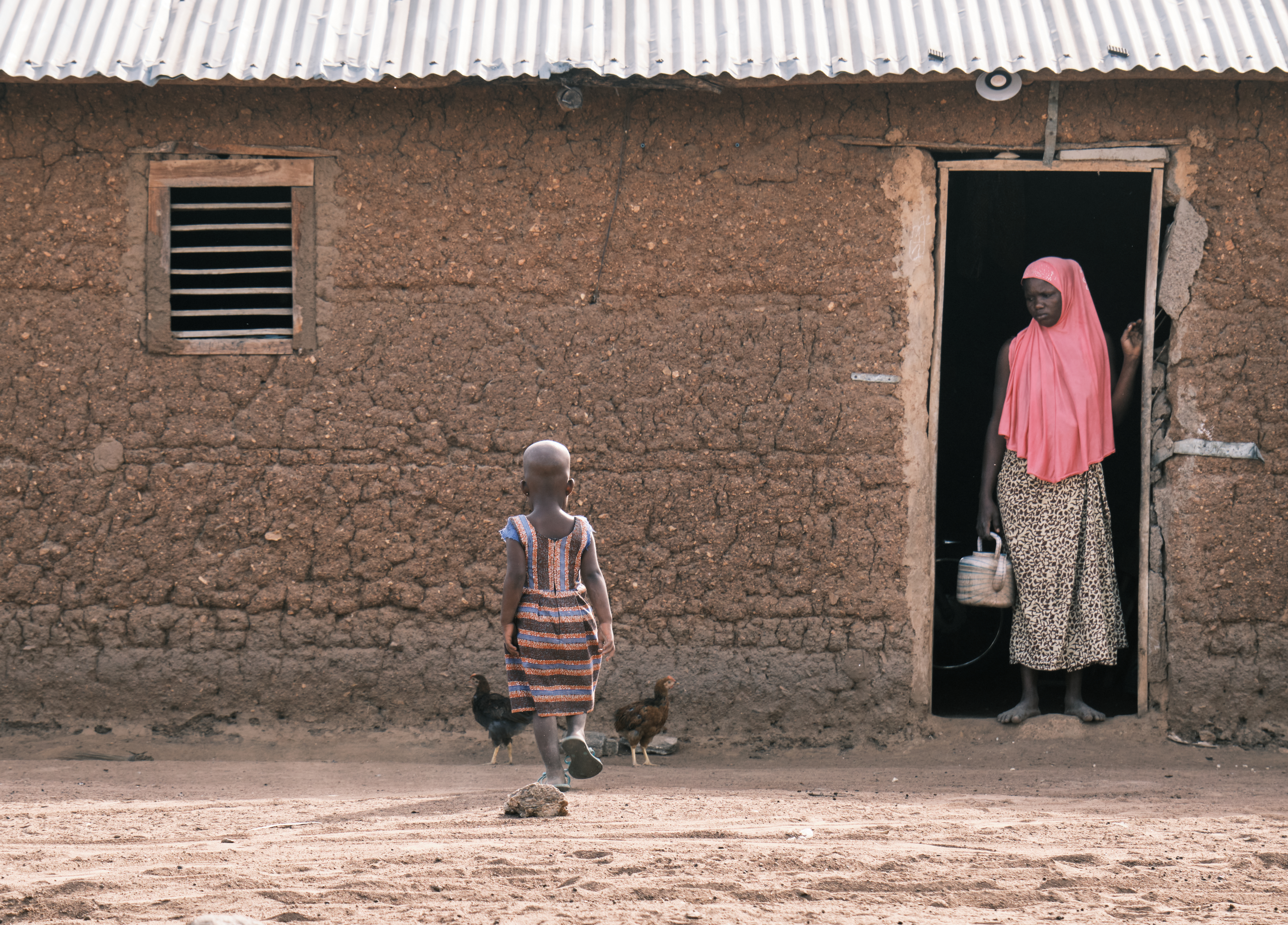
Fulbe
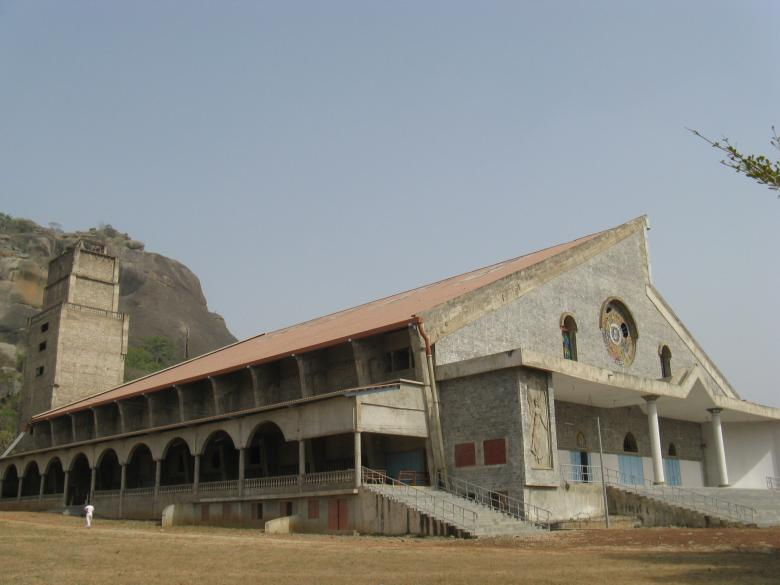
Basiliek Notre-Dame d'Arigbo
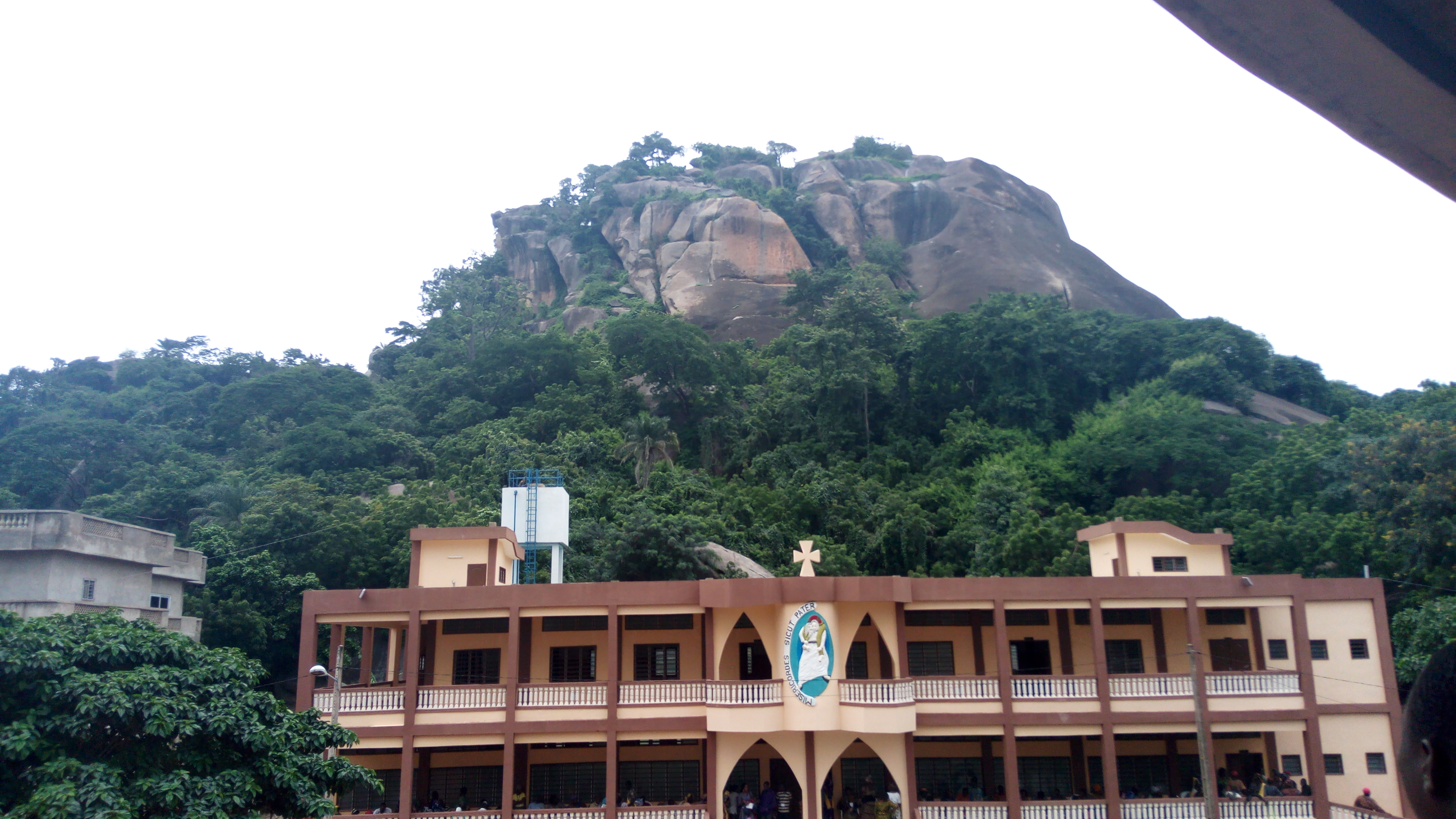
Maria-grot